# Adiantum mathewsianum
Adiantum mathewsianum är en kantbräkenväxtart som beskrevs av William Jackson Hooker. Adiantum mathewsianum ingår i släktet Adiantum och familjen Pteridaceae. Inga underarter finns listade.